# Díszmolyformák
A díszmolyformák  (Oecophorinae) a valódi lepkék (Glossata) alrendjében a Gelechioidea öregcsaládba tartozó díszmolyfélék (Oecophoridae) családjának névadó alcsaládja.
Amint ez a család leírásánál olvasható, rendszertani felosztása az utóbbi időben állandóan változó; meglehetősen bizonytalan. A közelmúltban különítették el az alcsalád néhány nemét tavaszi molyfélék (Chimabachidae) néven önálló családdá.

## Magyarországi fajaik
A díszmolyfélék Magyarországon honos fajai a rózsavörös díszmoly (Deuterogonia pudorina) kivételével mind ebbe az alcsaládba tartoznak.
- Bisigna (Toll, 1956)
  - zuzmórágó díszmoly (Bisigna procerella Denis & Schiffermüller, 1775) – hazánkban sokfelé előfordul (Pastorális, 2011);
- Fabiola (Busck, 1908)
  - ezüstcsíkos díszmoly (Fabiola pokornyi Nickerl, 1864) – hazánkban általánosan előfordul (Pastorális, 2011; Pastorális & Szeőke, 2011);
- Schiffermuelleria (Hb., 1825)
  - ólomcsíkos díszmoly (Schiffermuelleria schaefferella L., 1758) – hazánkban általánosan előfordul (Pastorális, 2011; Pastorális & Szeőke, 2011);
  - ékfoltos díszmoly (Schiffermuelleria grandis Desvignes, 1842) – Magyarországon szórványos (Pastorális, 2011);
- Denisia (Hb., 1825)
  - sárgamintás díszmoly (Denisia stipella L., 1758) – Magyarországon szórványos (Pastorális, 2011);
  - aranypettyes díszmoly (Denisia similella Hb., 1796) – Magyarországon szórványos (Pastorális, 2011);
  - kékpettyes díszmoly (Denisia stroemella Fabricius, 1781) – Magyarországon szórványos (Pastorális, 2011);
  - zebramoly (Denisia augustella Hb., 1796) – Magyarországon szórványos (Pastorális, 2011);
- Decantha (Busck, 1908)
  - aranyfoltos díszmoly (Decantha borkhausenii Zeller, 1839) – hazánkban sokfelé előfordul (Pastorális, 2011; Pastorális & Szeőke, 2011);
- Metalampra Toll, 1956
  - fahéjbarna díszmoly (Metalampra cinnamomea Zeller, 1839) – hazánkban általánosan előfordul (Pastorális, 2011; Pastorális & Szeőke, 2011);
- Endrosis (Hb., 1825)
  - kamramoly (Endrosis sarcitrella; E. lacteella L., 1758) – Magyarországon szórványos (Pastorális, 2011);
- Hofmannophila (Spuler, 1910)
  - házimoly (Hofmannophila pseudospretella Stainton, 1849) – hazánkban általánosan előfordul (Pastorális, 2011);
- Borkhausenia (Hb., 1825)
  - agyagbarna díszmoly (Borkhausenia fuscescens Haworth, 1828) – hazánkban többfelé előfordul (Pastorális, 2011; Pastorális & Szeőke, 2011);
  - ikerpettyes díszmoly (Borkhausenia minutella L., 1758) – hazánkban általánosan előfordul (Pastorális, 2011; Pastorális & Szeőke, 2011);
- Kasyniana (Vives, 1986)
  - molyhostölgyes-díszmoly (Kasyniana diminutella Rebel, 1931) – hazánkban sokfelé előfordul (Pastorális, 2011; Pastorális & Szeőke, 2011);
- Crassa (Bruand, 1850)
  - okkersárga díszmoly (Crassa tinctella Hb., 1796) – hazánkban sokfelé előfordul (Pastorális, 2011; Pastorális & Szeőke, 2011);
  - aranybarna díszmoly (Crassa unitella Hb., 1796) – hazánkban általánosan előfordul (Pastorális, 2011; Pastorális & Szeőke, 2011);
- Batia (Stephens, 1834)
  - osztrák díszmoly (Batia lambdella, B. magnatella Donovan, 1793) – hazánkban általánosan előfordul (Pastorális, 2011; Pastorális & Szeőke, 2011);
  - apró díszmoly (Batia internella Jäckh, 1972) – hazánkban általánosan előfordul (Pastorális, 2011; Pastorális & Szeőke, 2011);
- Epicallima Dyar, 1903
  - francia díszmoly (Epicallima bruandella Ragonot, 1889) – hazánkban általánosan előfordul (Pastorális, 2011; Pastorális & Szeőke, 2011);
  - kéreglakó díszmoly (Epicallima formosella Denis & Schiffermüller, 1775) – hazánkban általánosan előfordul (Mészáros, 2005; Pastorális, 2011; Pastorális & Szeőke, 2011);
- Dasycera (Stephens, 1829)
  - fekete díszmoly (Dasycera oliviella Fabricius, 1794) – hazánkban általánosan előfordul (Pastorális, 2011; Pastorális & Szeőke, 2011);
  - sárga fejű díszmoly (Dasycera krueperella Staudinger, 1871) – hazánkban többfelé előfordul (Pastorális, 2011; Pastorális & Szeőke, 2011);
- Oecophora Latreille, 1796
  - kis díszmoly (Oecophora bractella L., 1758) – hazánkban általánosan előfordul (Pastorális, 2011; Pastorális & Szeőke, 2011);
- Alabonia (Hb., 1825)
  - hárfajegyű díszmoly (Alabonia staintoniella Zeller, 1850) – hazánkban általánosan előfordul (Pastorális, 2011; Pastorális & Szeőke, 2011);
- Harpella Schrank, 1802
  - korhadékevő díszmoly (Harpella forficella Scopoli, 1763) – hazánkban általánosan előfordul (Pastorális, 2011; Pastorális & Szeőke, 2011);
- Minetia (Leraut, 1991)
  - fehér csíkosmoly (Minetia crinitus, M. barbella Fabricius, 1798) – hazánkban általánosan előfordul (Pastorális, 2011; Pastorális & Szeőke, 2011);
  - lengyel csíkosmoly (Minetia adamczewskii (Toll, 1956) – hazánkban többfelé előfordul (Pastorális, 2011);
  - sárgás csíkosmoly (Minetia labiosella Hb., 1810) – Magyarországon szórványos (Pastorális, 2011);
  - barna csíkosmoly (Minetia criella Treitschke, 1835) – hazánkban általánosan előfordul (Pastorális, 2011; Pastorális & Szeőke, 2011);
- Pleurota Hb., 1825
  - barna sávos csíkosmoly (Pleurota marginella, P. rostrella Denis & Schiffermüller, 1775) – hazánkban sokfelé előfordul (Pastorális, 2011; Pastorális & Szeőke, 2011);
  - tüzes csíkosmoly (Pleurota pyropella Denis & Schiffermüller, 1775) – hazánkban általánosan előfordul (Pastorális, 2011; Pastorális & Szeőke, 2011);
  - imolarágó csíkosmoly (Pleurota malatya Back, 1973) – hazánkban többfelé előfordul (Pastorális, 2011 Pastorális & Szeőke, 2011);
  - csarabos-csíkosmoly (Pleurota bicostella Clerck, 1759) – Magyarországon szórványos (Pastorális, 2011);
  - ezüstsávos csíkosmoly (Pleurota aristella L., 1767) – hazánkban általánosan előfordul (Pastorális, 2011; Pastorális & Szeőke, 2011);
- Holoscolia Zeller, 1839
  - sarlós szárnyú csíkosmoly (Holoscolia huebneri, [H. forficella Koçak, 1980) – hazánkban általánosan előfordul (Pastorális, 2011 Pastorális & Szeőke, 2011);

Egyes álláspontok szerint ide sorolandó a hazánkban szórványosan előforduló
- - Ethmia ethnica (Gozmány, 1956) is — ez nálunk a feketemolyfélék (Ethmiidae) között szerepel